# Zofia Gąska
Zofia Gąska, z d. Solarska (ur. 19 lutego 1949 w Baranowie Sandomierskim) – polska lekkoatletka, specjalizująca się w rzucie oszczepem, medalistka mistrzostw Polski.

## Kariera sportowa
Była zawodniczką Włókniarza Skopanie, Wawelu Kraków i od 1968 Stali Mielec.
Na mistrzostwach Polski seniorek na otwartym stadionie zdobyła dwa brązowe medale w rzucie oszczepem: 1969 i 1970. 
Jest absolwentką Akademii Wychowania Fizycznego w Warszawie (1978). Od 1985 pracowała jako kierownik Wydziału Zdrowia i Opieki Społecznej Miejskiej Rady Narodowej w Mielcu, od 1990 jako kierownik działu w Miejskim Ośrodku Pomocy Społecznej w Mielcu. W 2007 przeszła na emeryturę, w latach 2009-2012 była kierownikiem Środowiskowego Domu Samopomocy dla Osób z Upośledzeniem Umysłowym.
Rekord życiowy w rzucie oszczepem: 50,95 (7.06.1970)